# Eohaustorius arenarius
Eohaustorius arenarius är en kräftdjursart som beskrevs av Charles Spence Bate 1856. Eohaustorius arenarius ingår i släktet Eohaustorius och familjen Haustoriidae. Inga underarter finns listade i Catalogue of Life.